# Ouragan Ophelia (2011)
Pour les articles homonymes, voir Cyclone tropical Ophelia.
L’ouragan Ophelia est le 15e système tropical, le quatorzième à recevoir un nom et le troisième ouragan majeur de la saison cyclonique 2011 dans l'océan Atlantique nord. Formé à partir d'une onde tropicale venant de la côte africaine, Ophelia est devenu une circulation fermée le 20 septembre, un ouragan le 28 septembre et atteignit son maximum d'intensité, à la catégorie 4 de l'échelle de Saffir-Simpson, le 1er octobre 2011 en plein océan à l'est des Bermudes. Par la suite, Ophelia s'est dirigée vers le nord à nord-est de plus en plus rapidement tout en faiblissant. Ce large ouragan n'a touché la terre que dans le sud-est de Terre-Neuve, sur la péninsule d'Avalon, et seulement avec l'intensité d'une tempête tropicale. Cependant, elle a aussi affecté les Îles du Vent et les Bermudes. Ophelia n'a causé que des dommages mineurs et aucune mortalité.

## Évolution météorologique
À la mi-septembre, une onde tropicale a quitté la côte ouest de l'Afrique en direction ouest. Elle est devenue une circulation fermée le 20 septembre. Le jour suivant, le National Hurricane Center l'a officiellement rehaussée au niveau de tempête tropicale alors qu'elle était à 2 555 km à l'est des Petites Antilles.
Ophelia est cependant tout de suite entrée dans une zone de fort cisaillement des vents en altitude qui ne lui permit qu'une intensité très lente, ses vents n'atteignant que brièvement 100 km/h le 22 septembre. Le cisaillement a par la suite détruit sa structure et elle est retombée au niveau de dépression post-tropicale le 25. Cependant, le 27 septembre, le cisaillement s'est atténué, lui permettant de reformer des bandes orageuses et de redevenir une dépression tropicale alors qu'elle s'approchait des Antilles. 
Le système est finalement redevenu une tempête tropicale en passant au nord-est des Îles du Vent. Sa trajectoire s'est ensuite incurvée vers le nord, en direction des Bermudes. À cause des conditions favorables de température de la mer et d'un faible cisaillement, Ophelia est ensuite devenu un ouragan de catégorie 1 le 29 septembre. Le développement fut ensuite rapide, passant de catégorie 2 tôt le 30 septembre au matin, à catégorie 4 le 1er octobre à l'est des Bermudes. Ses vents maximaux atteignirent 220 km/h tard ce soir là.
Entrant ensuite sur des eaux de plus en plus froides et dans une circulation rapide du sud-ouest en altitude, Ophelia perdit graduellement son intensité tout en accélérant vers le nord-est. Le 2 octobre, elle est retombée à la catégorie 3, puis à la catégorie 2. En approchant de la pointe sud-est de Terre-Neuve, l'ouragan était toujours de catégorie 1 et se déplaçait rapidement. Ophelia a finalement touché la péninsule d'Avalon le 3 octobre au niveau de tempête tropicale, avec des vents de 95 km/h, avant de disparaître dans l'Atlantique nord et de devenir un cyclone post-tropical.

## Impacts

### Petites Antilles

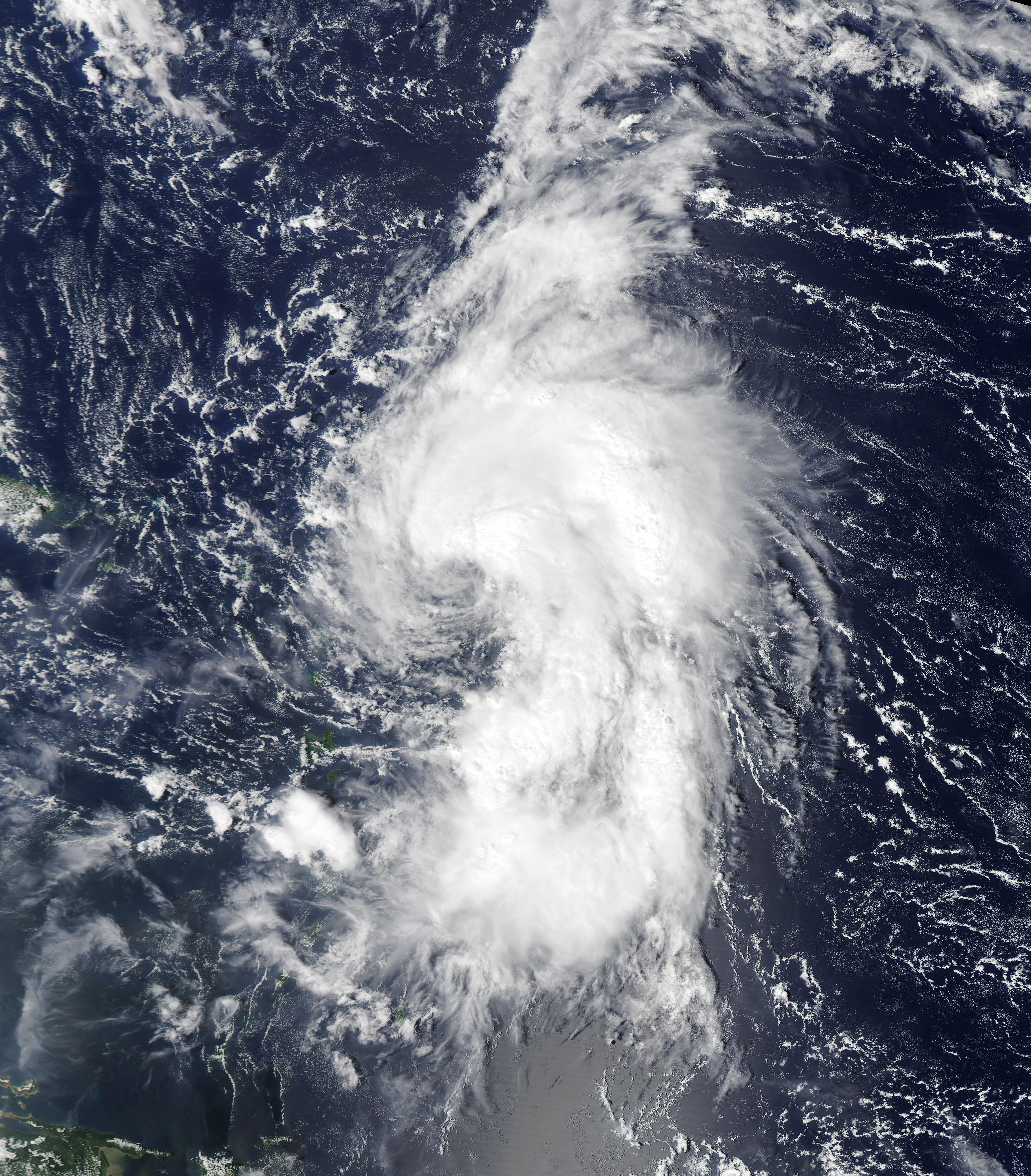
Tempête tropicale Ophelia près des Petites Antilles le 28 septembre

Le centre d’Ophelia est passé à 330 km des Petites Antilles mais les bandes de précipitations externes ont laissé des quantités importantes de pluie sur cette région. À la Dominique, plus de 100 mm furent enregistrées, causant le débordement le long des rives de plusieurs rivières. Près de 1 600 personnes se retrouvèrent isolées, plusieurs véhicules furent emportés par les flots et quelques glissements de terrain coupèrent certaines communautés du reste de l’île,. Écoles, commerces, bureaux gouvernementaux et l’aéroport de Canefield furent fermés le 28 septembre.
À la Guadeloupe, les vents soufflèrent à 60 km/h et l’activité orageuse laissa de bonnes quantités de pluie. Météo-France mit le département en vigilance jaune.

### Bermudes
À la suite du rehaussement de l’intensité d’Ophelia, devenu un ouragan le 29 septembre, le service météorologique des Bermudes émit une veille de tempête tropicale pour ces îles. Les jours suivants, la menace diminua graduellement alors que la trajectoire de la tempête était prévue suffisamment à l’est pour éviter une frappe directe. La veille fut terminée le soir du 1er octobre. Quatre vols en partance des États-Unis vers les Bermudes furent annulés, le département des parcs émit un avis de fortes vagues pour la côte sud et ferma la plage de Horseshoe, quelques événements extérieurs furent annulés.
Ophelia passa à environ 220 km à l’est des Bermudes. Les bandes externes de pluie ne laissèrent seulement que 9,7 mm d'accumulation et les vents ne dépassèrent pas 55 km/h.

### Canada
Le 1er octobre, Environnement Canada émit une veille de tempête tropicale pour la péninsule d'Avalon, la partie sud-est de Terre-neuve, prévenant la population de vents violents et de pluies torrentielles, . La zone visée étaient la même que celle frappée durement l’année précédente par l’ouragan Igor et affectée juste deux semaines plus tôt par l’ouragan Maria. 
Ophelia diminua d'intensité et fut déclassé en tempête tropicale avant de frapper la région. Des inondations causées par les pluies abondantes furent rapportées dans plusieurs endroits de la péninsule de Burin à Terre-Neuve. La petite localité côtière de Belleoram a déclaré l'état d'urgence. Plusieurs maisons ont dû être évacuées après avoir été inondées. Plusieurs routes et un ponceau furent emportés par les eaux. On ne rapporte aucun blessé,.

### Grande-Bretagne et Irlande
La dépression post-tropicale traversa l’Atlantique nord en direction de la Grande-Bretagne et de l’Irlande. Ces régions sous l’influence d’une vague de chaleur à ce moment-là, avec des maxima records de 29,9 °C, devaient subir une importante chute de température, des vents très forts et des pluies torrentielles. Il y avait même une possibilité de neige sur les hauteurs de l’Écosse.